# Olympus
Das Unternehmen Olympus K.K. (jap. オリンパス株式会社, Orimpasu Kabushiki-gaisha, engl. Olympus Corporation), gelistet im Nikkei 225, ist ein japanischer Hersteller opto-digitaler Produkte für den Geschäfts- und Freizeitbereich sowie für Medizin, Wissenschaft und Industrie. Die Produktsparten Kameras, Audio-Recorder und Ferngläser wurden im Januar 2021 als eigenständiges Unternehmen OM Digital Solutions ausgegliedert.

## Geschichte

### Entstehung

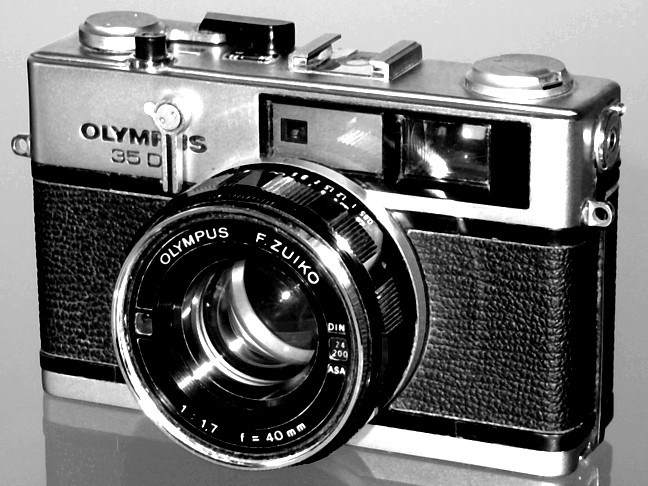
Olympus 35 DC von 1971

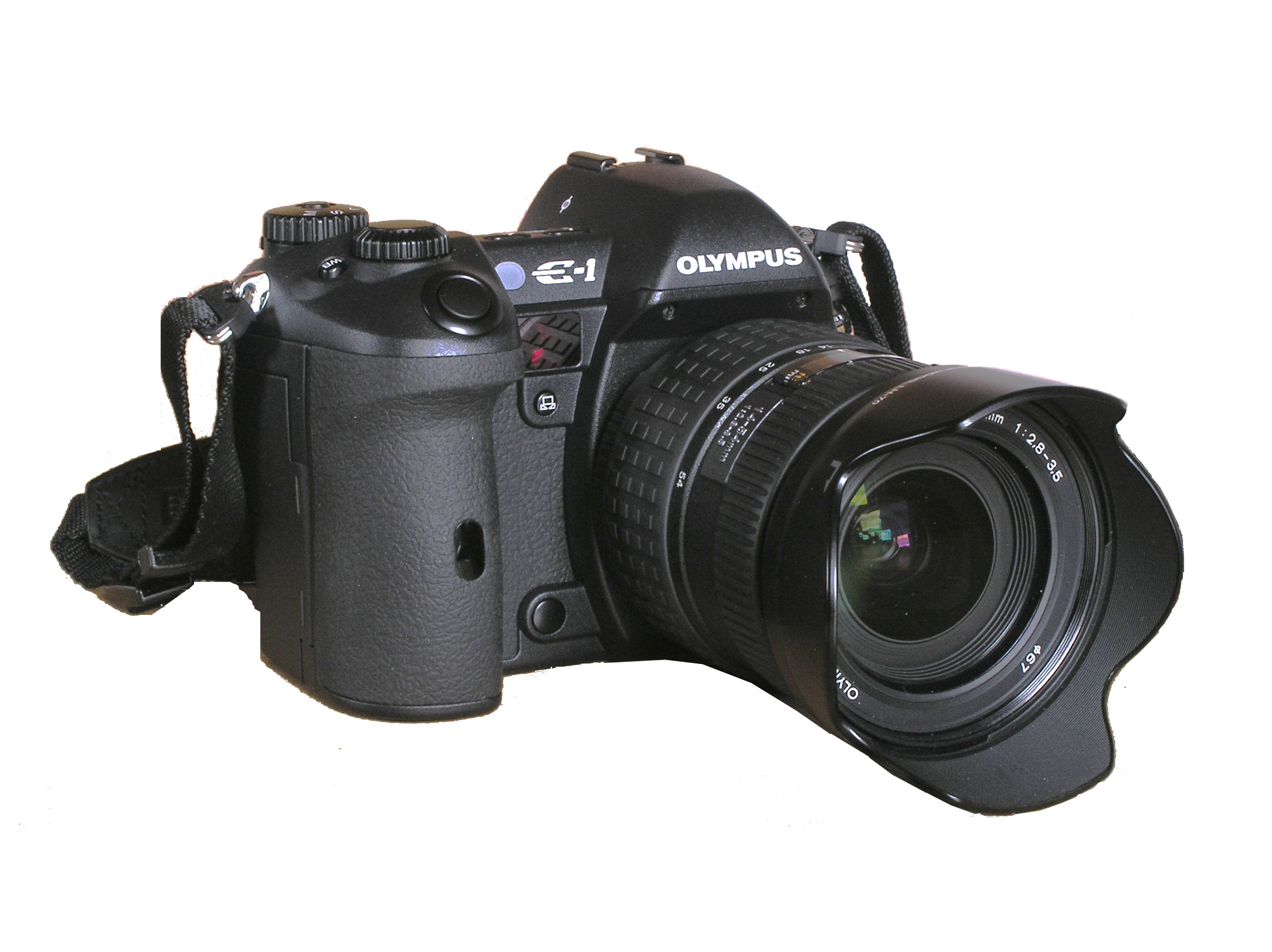
Olympus E-1 von 2003: Die erste Kamera nach dem Four-Thirds Standard

Am 12. Oktober 1919 gründeten der Anwalt Takeshi Yamashita und dessen Partner Shintaro Terada das Unternehmen Takachiho Seisakusho. Takachiho steht für einen Berg in Japan, auf dessen Gipfel der japanischen Mythologie nach die Götter wohnen. Der spätere Name Olympus, den man 1921 erstmals als Markenname und ab 1949 als offiziellen Firmennamen einführte, wurde im Zuge der Expansion in Anlehnung an den griechischen Götterberg gewählt, da dieser Begriff international eher bekannt war.
Zu den Produkten zählten anfangs Mikroskope und bis 1923 auch Thermometer. 1935 wurde zur Erforschung von Kameraobjektiven das Mizuho Optical Research Center eröffnet.

### Internationale Expansion und Erweiterung des medizinischen Sektors
Ab den 1960er-Jahren folgten weltweit sukzessive Unternehmensgründungen, darunter die Europazentrale Olympus Europa GmbH (1963), die Nordamerika-Zentrale Olympus Corporation of America (1968) und diverse weitere regionale Zweigniederlassungen, zuletzt Olympus Belgium (2004).
Mit dem Hamburger Hersteller für minimalinvasive Endoskopie-Systeme, Winter & Ibe, wurde 1975 ein Forschungs- und Entwicklungsvertrag abgeschlossen. Die beiden Unternehmen kooperierten fortan, 1979 beteiligte sich Olympus schließlich mehrheitlich an dem Unternehmen, das fortan als Olympus Winter & Ibe GmbH firmierte. Damit wurde die Grundlage des Olympus Surgical Business geschaffen.
Seit 1978 gehört der britische Medizintechnik-Anbieter Keymed Ltd. zur Olympus-Gruppe, ein Jahr später auch Son Ciné Optique Photo S.A. in Frankreich.
Mit dem Hersteller von Medizintechnik, Ethicon Endo Surgery, kam es 1992 zu einer strategischen Allianz. 1993 schloss sich die Flemming GmbH der Olympus-Gruppe an. Die Olympus Diagnostica GmbH, ein Anbieter von Diagnosegeräten in Umkirch, wurde 1994 gegründet, d. h. im selben Jahr wie die in Hamburg ansässige Olympus Software Europe GmbH. Ebenfalls in Hamburg gründete man 1996 das Dienstleistungsunternehmen Olympus Endo-Repair Europe GmbH. Die Olympus Medical Care Kft. wurde 2000 in Ungarn gegründet. In Planegg gründete man 2001 die Olympus BioSystems GmbH, einen Hersteller von bildgebenden Systemen für biologische Anwendungen. In 2004 erfolgte eine Mehrheitsbeteiligung an der Celon AG.
2005 übernahm Olympus die Advalytix AG, ein Biotechnologie-Unternehmen. Außerdem erfolgte unter dem Dach der Olympus Europa Holding GmbH eine Neuorganisation von Olympus Europa. Die Holding erhielt 2006 einen Aufsichtsrat unter dem Vorsitz von Hans-Joachim Winter.
Im Jahre 2007 übernahm Olympus den britischen Medizintechnikhersteller Gyrus ACMI, und es wurde das Forschungs- und Entwicklungszentrums Olympus Life Science Research Europa GmbH eröffnet. Im folgenden Jahr folgte die Eröffnung des Olympus Medical Training Centre bei der Olympus Winter & Ibe GmbH. Die Firma Beckman Coulter übernahm 2009 die Olympus Diagnostic GmbH.

### Bilanzskandal 2011 und Neuorientierung des Konzerns ab 2020
Zu einem Skandal kam es 2011, als der CEO Michael Woodford unternehmensintern die Bilanzierung des Unternehmens kritisierte und daraufhin entlassen wurde. Daraufhin veröffentlichte Woodford seine Erkenntnisse und in der Folge musste das Unternehmen Bilanzfälschungen einräumen. In der Folge leitete die Tokioter Polizei Ermittlungen ein, um dem Vorwurf der Verheimlichung von Verlusten bei Wertpapiergeschäften aus den 1990er-Jahren nachzugehen. Es kam heraus, dass über mehr als ein Jahrzehnt Anlageverluste von 117,7 Milliarden Yen (1,17 Milliarden Euro, Stand 2012) in der Bilanz verschleiert wurden. Der ehemalige Unternehmenschef Tsuyoshi Kikukawa, ein Buchprüfer und ein Topmanager gestanden die Taten vor Gericht. Das Unternehmen geriet in eine Krise, 2012 erwarb Sony ein größeres Olympus-Aktienpaket und war mit 11,46 % Stimmrechtsanteil wichtiger Aktionär. Sony reduzierte den Anteil später auf 5 %.
Nachdem Olympus 2019 sein 100-jähriges Firmenjubiläum gefeiert hatte, wurde am 24. Juni 2020 verlautbart, dass sich Olympus von seiner Kamerasparte trennen will. Im September 2020 wurde ein Vertrag mit Japan Industrial Partners (JIP) geschlossen, der die Ausgründung der Produktsparten Kameras, Audio-Recorder und Ferngläser als eigenständiges Unternehmen OM Digital Solutions regelte. Die Entscheidung wurde damit begründet, dass die Kamerasparte dem Konzern drei Jahre in Folge Verluste einbrachte und zu diesem Zeitpunkt nur noch zu 5 Prozent des Konzernumsatzes beitrug. Künftig wolle Olympus sich fast ausschließlich auf medizinische Ausrüstung konzentrieren. Im September 2019 hatte Sony seinen Rest-Anteil verkauft.
Am 1. Januar 2021 wurden 95 % der Anteile an OM Digital Solutions an die OJ Holdings, Ltd übertragen, eine eigens dafür gegründete Tochter von JIP. Die restlichen 5 % blieben im Besitz von Olympus.

## Konzernstruktur
Die Konzernzentrale befindet sich in Shinjuku, Tokio, während die Hauptzentrale für den amerikanischen Kontinent in den USA in Center Valley, Pennsylvania, liegt. Die Europa-Zentrale befindet sich in Hamburg, Deutschland.

### Olympus in Europa

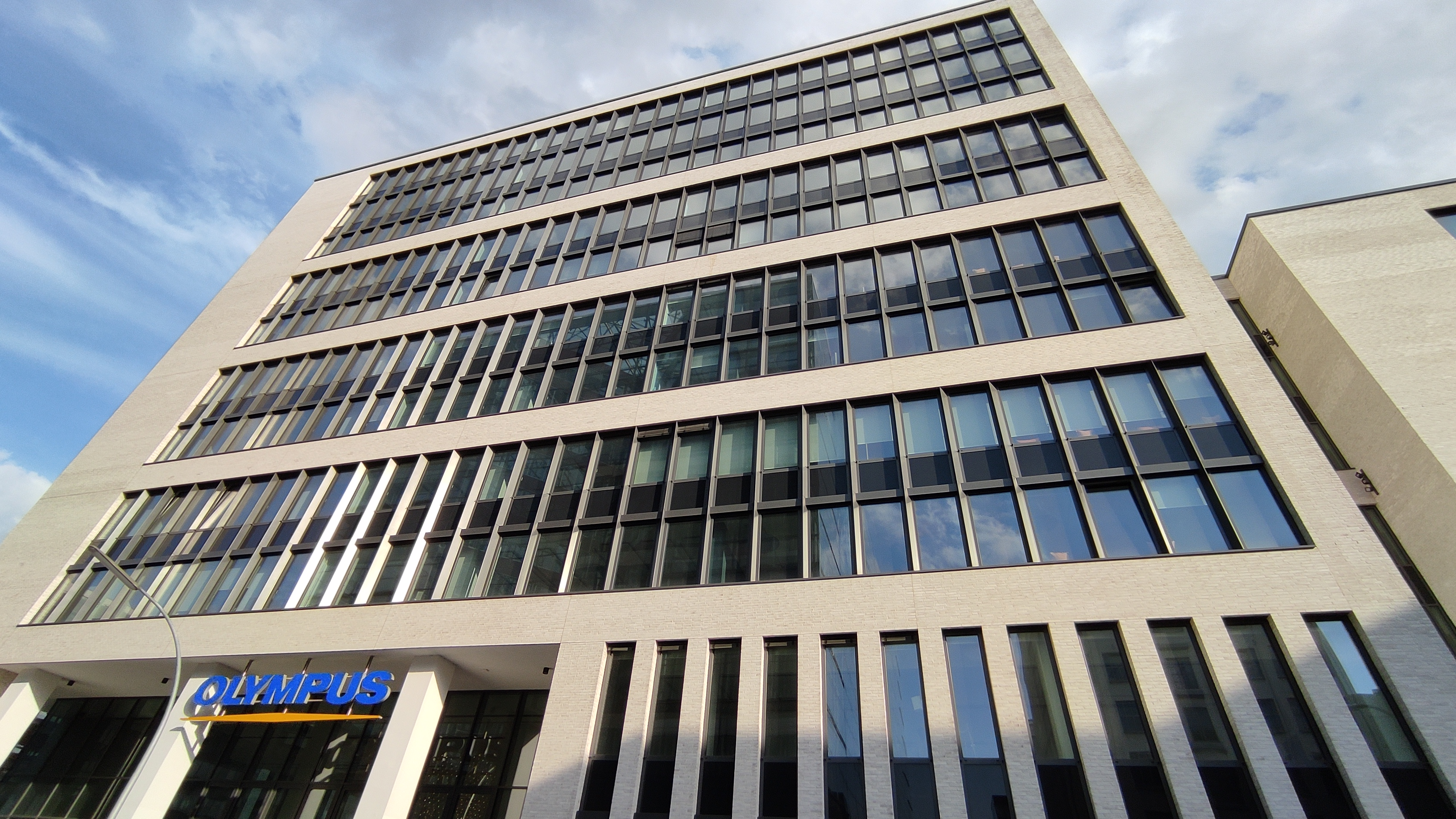
Olympus Europe Headoffice in Hamburg

In Europa werden die Geschäfte von der 100-prozentigen Tochter Olympus Europa SE & Co. KG mit Sitz in Hamburg geführt. Unter dem Dach der Holding sind folgende Unternehmen vereint: Olympus Deutschland GmbH, Olympus Imaging Europa GmbH, Olympus Soft Imaging Solutions GmbH, Olympus Medical Systems Europa GmbH und die Olympus Winter & Ibe GmbH.
Seit dem 1. April 2010 hat Olympus seine Medizinprodukt-Bereiche für minimalinvasive Diagnostik und Therapie in Europa unter der Dachmarke Olympus Surgical Technologies Europe gebündelt. Dazu gehören die Unternehmen: Olympus Winter & Ibe GmbH, die Celon AG, Olympus Medical Products Czech SPOL. S.R.O. Zum 1. Januar 2011 folge die Gyrus Medical GmbH unter dieses Dach und zum 1. April 2011 folgte Olympus Surgical UK.
Darüber hinaus ist Olympus in fast allen europäischen Ländern mit Vertriebs-, Service- und Produktionsgesellschaften vertreten. Die ungefähr 4500 Mitarbeiter der Olympus-Europa-Gruppe – mehr als 1500 sind davon in Hamburg tätig – erwirtschafteten im Geschäftsjahr 2012/13 einen Umsatz von 1,413 Milliarden Euro.

## Produktpalette
Zum Produktportfolio von Olympus gehören analoge sowie digitale Kameras wie die Olympus OM-D E-M1 und andere Kameras im Micro-Four-Thirds-Standard. Daneben bietet Olympus starre sowie flexible Endoskope für Medizin und Industrie, Mikroskope sowie High-Speed-Video und NDT-Geräte und ist marktführend im Bereich digitaler Diktiergeräte.

### Kameras

#### Kleinbildkameras

##### Sucherkameras
Olympus stieg 1936 mit der „Semi-Olympus I“ in den Fotomarkt ein. Bei diesem Modell handelte es sich um eine Balgenkamera für 120er-Rollfilm mit einem Zuiko-75/1:4,5-Objektiv. Letzteres war bei dieser Kamera noch die einzige Entwicklung aus dem Haus Olympus. Gehäuse und Verschluss kamen noch von anderen Herstellern. Zwei Jahre später erschien die komplett eigenständig entwickelte „Semi-Olympus II“. Zu den 6 × 6-Rollfilmformat-Kameras gehörten auch die Modelle der Olympus-Six-Serie – von denen zwischen 1939 und 1955 acht verschiedene Modelle produziert wurden – sowie die zweiäugigen Spiegelreflexkameras der Flex-Serie (fünf Modelle, 1952–1956).
1948 stellte das Unternehmen mit der Olympus 35 I seine erste 35-mm-Kamera auf dem japanischen Markt vor. Sie war kompakt, leicht und erlaubte Aufnahmen in schneller Folge, wodurch sie bald den Beinamen „Pickpocket“ erhielt, da sie ihre Arbeit so schnell wie ein Taschendieb (engl. pickpocket) verrichtete. Zu den 35-mm-Modellen gehörten später auch spezielle Weitwinkelkameras – zum Beispiel mit eingebautem Belichtungsmesser, Wechselobjektiven, Belichtungsautomatik, Autofokus, eingebautem Blitz, wetterfestem Gehäuse, zwei wechselweise einschaltbaren Objektiven (Weitwinkel und Tele), Quarzdatum, wählbarem Panoramamodus und vielen anderen Eigenschaften. Zum Teil handelte es sich dabei um Weltneuheiten.

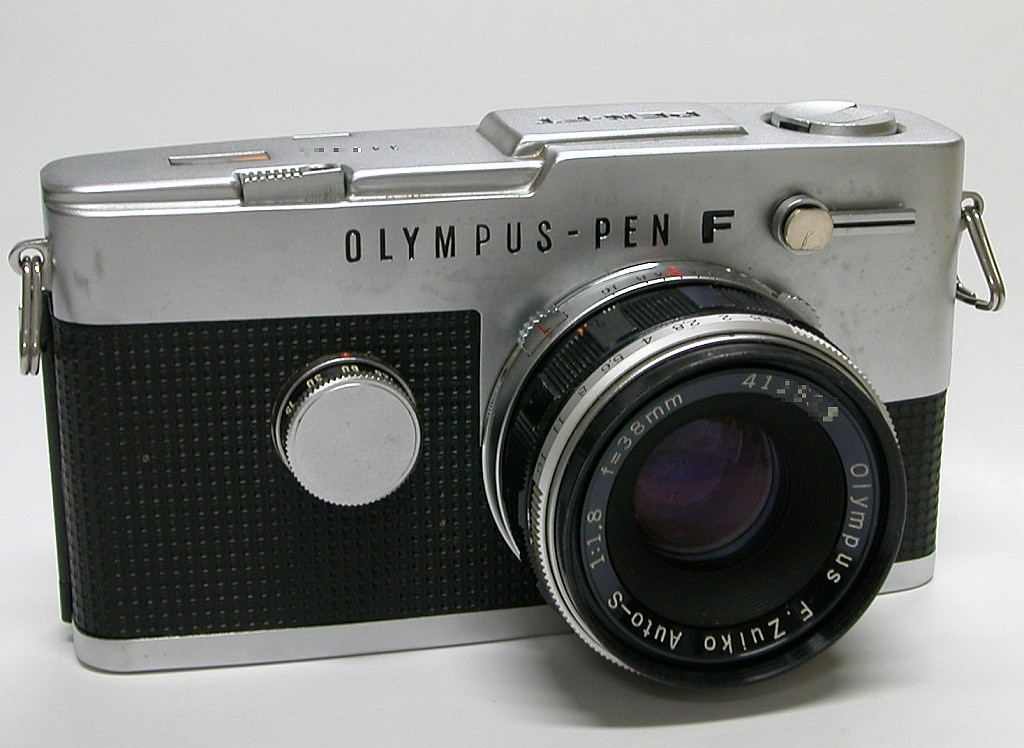
Olympus PEN-FT

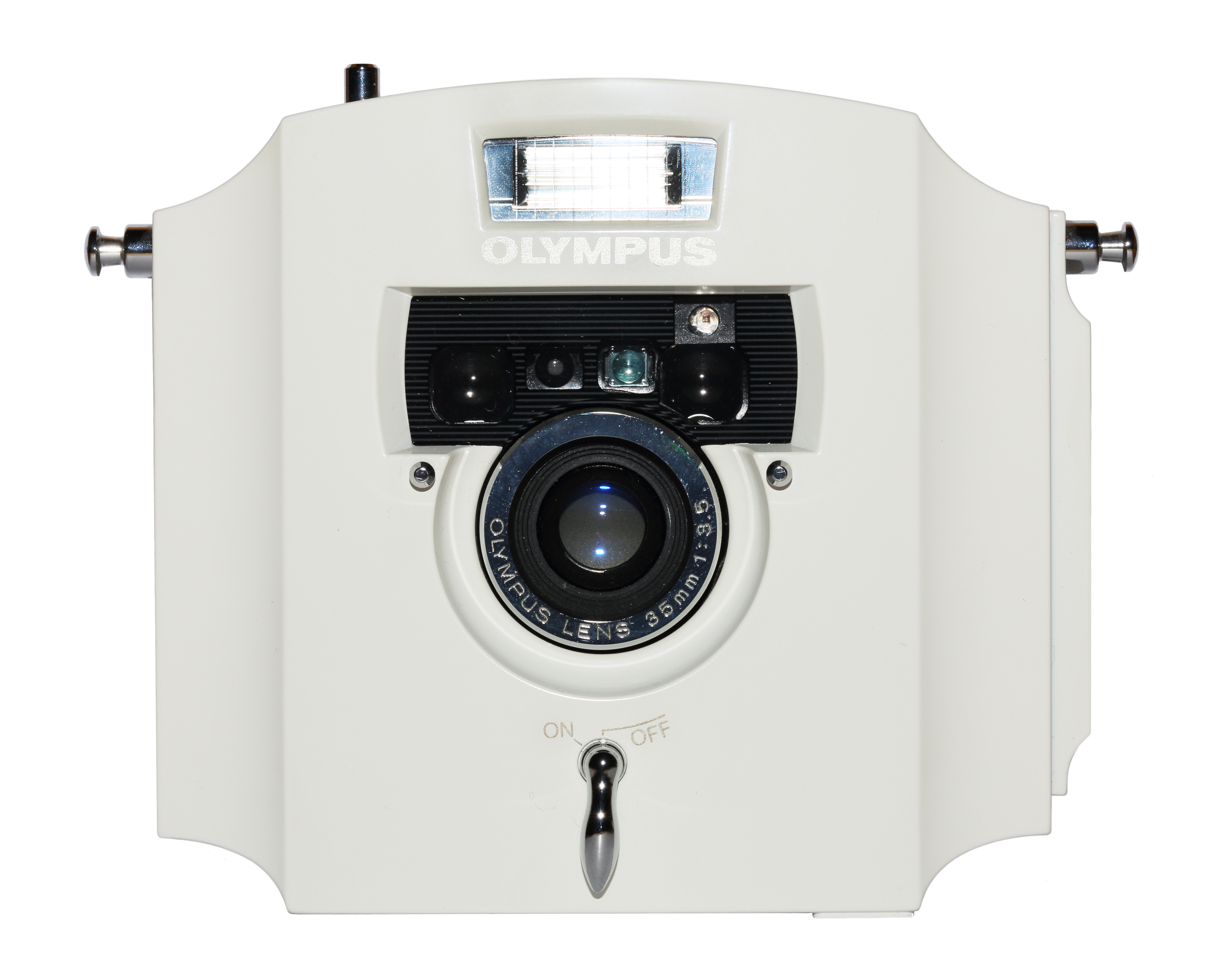
Olympus Ecru – limitierte Sucherkamera von 1991

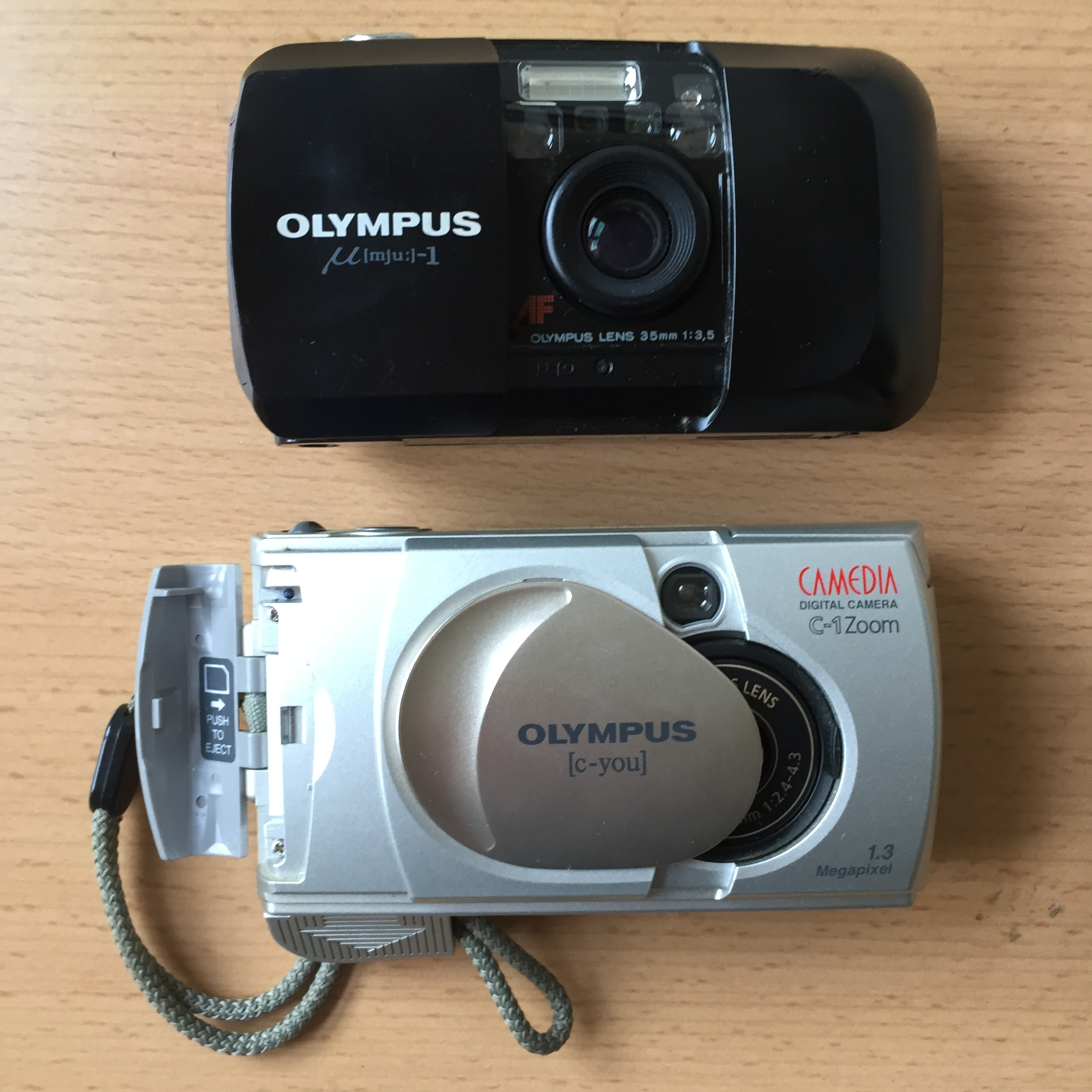
Analoge Olympus µ-1 (oben) und digitale C1 c-you

Olympus schuf mit den Sucherkameras der Modellreihen Trip und PEN (für Halbformat) einige der am längsten produzierten Kamerareihen überhaupt. Einer der wichtigsten Entwickler der PEN-Reihe war Yoshihisa Maitani (1933–2009). Mit der bekannten XA-Reihe (XA1, XA, XA2, XA3 und XA4) brachte Olympus eine kompakte, gut gestaltete Sucherkamera mit guten technischen Eigenschaften und Kunststoffgehäuse auf den Markt, die als eine der ersten modernen Serienkameras einen fest angebauten und damit unverlierbaren Schutzschieber besaß, der nicht nur das Objektiv schützte, sondern zugleich erst beim Öffnen die Belichtungsmessung aktivierte und den Auslöser freigab.
Bemerkenswert waren auch die Objektive selbst, die – angesichts ihrer hervorragenden optischen Eigenschaften und Lichtstärke – sehr kurz und kompakt gebaut waren. Dadurch blieben sie auch in aufnahmebereiter Position mit der Frontlinse merklich hinter der vom Objektivschieber und seinem Gegenstück gebildeten Ebene und waren so bis zu einem gewissen Grad gegen mechanische Angriffe und Streulicht geschützt.
Ein Blitz wurde serienmäßig mitgeliefert und konnte per Gewindeschraube seitlich am Kameragehäuse angebracht werden. Die weit von der optischen Achse des Objektivs entfernte Positionierung führte dazu, dass die Ausleuchtung für eine Kompaktkamera recht plastisch war und die lästigen roten Augen zuverlässig verhindert wurden.
Als Nachfolger der XA-Modelle wurde 1991 die µ-1 mit Autofokus, integriertem Blitz und motorischem Filmtransport eingeführt. Ebenfalls 1991 wurde die Olympus Ecru, ein auf weltweit 20.000 Stück limitiertes Sondermodell, in außergewöhnlichem Design herausgebracht (davon 10.000 Stück für den japanischen Markt). Die Ecru ist eine vollautomatische Kompaktkamera mit 35-mm-Objektiv. 1997 erschien die µ[mju:]-II- (mit einem Zuiko 35/2,8, das zum Transport im Kameragehäuse versenkt und erst beim Auslösen in seine Schärfeposition ausgefahren wurde) und seit 2002 verschiedene µ[mju:]-III-Modelle. Die µ[mju:] ist mit 25 Millionen Stück heute die weltweit meistverkaufte Kompaktkamera für 35-mm-Film.

##### Spiegelreflexkameras
Die erste Spiegelreflexkamera von Olympus war die Pen F 1:1.8 (1963), eine sehr kompakte Halbformatkamera mit Porro-Spiegelsucher und Rotationsverschluss, der das Blitzen mit jeder beliebigen Belichtungszeit ermöglichte.

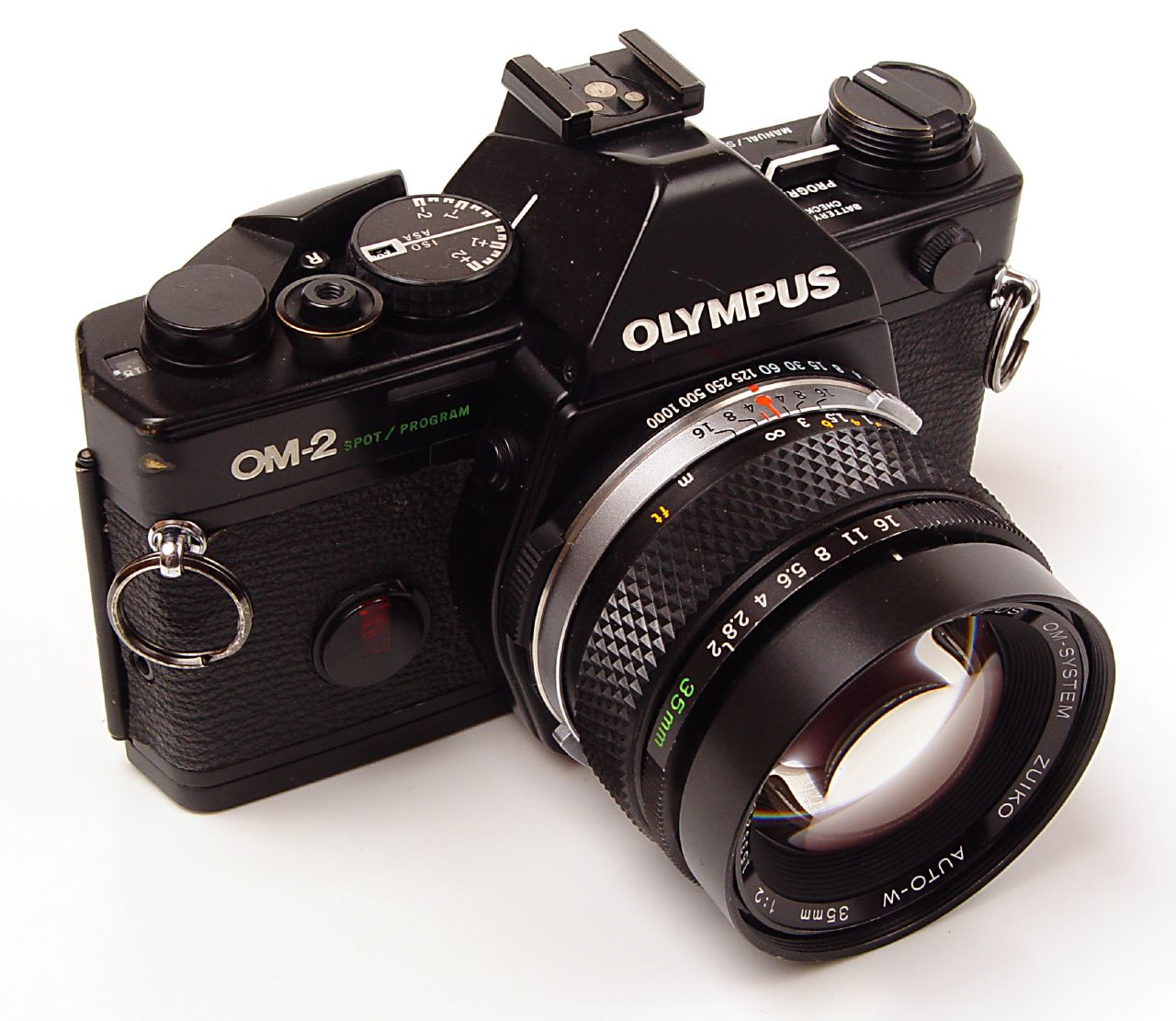
Olympus OM-2

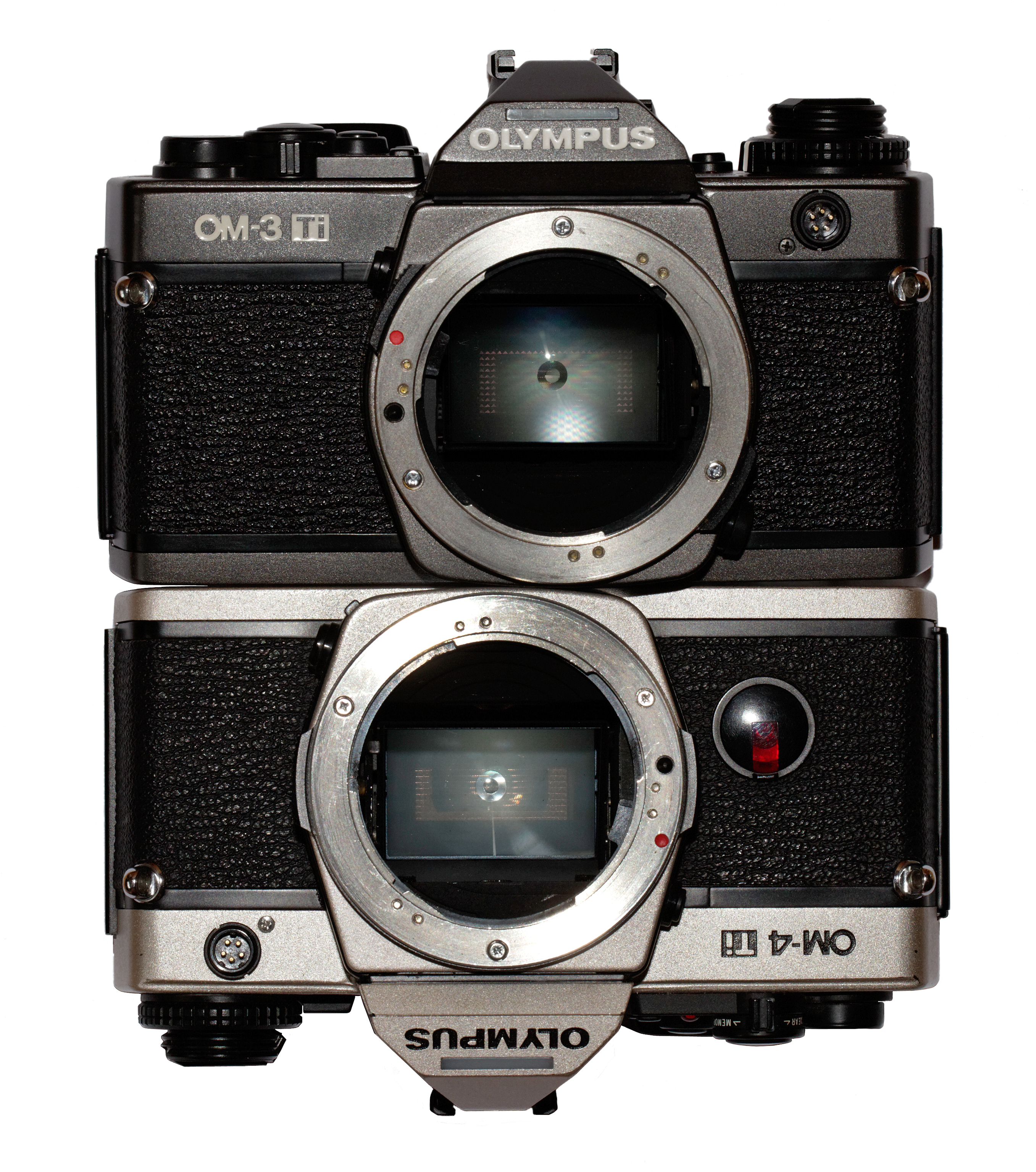
Olympus OM-3 Ti und OM-4 Ti

Mit dem OM-Kamerasystem bot Olympus eine Palette besonders kompakter Spiegelreflexkameras an. Es gab sowohl eine Reihe mit mechanischer (OM-1, OM-3, OM-3 Ti) als auch eine mit elektronischer Verschlusssteuerung (OM-2, OM-4, OM-4 Ti sowie die zweistelligen OM-Kameras wie OM-10 usw.).
Als letztes Modell der Systemkamerareihe mit elektronischem Verschluss kam die OM-4 Ti auf den Markt. Bei den Kameras mit mechanischem Verschluss war dies die OM-3 Ti, die von 1995 bis 2002 verkauft wurde. Zu den besonderen Merkmalen zählten das hochentwickelte Blitzsystem, mit dem erstmals Vollsynchronblitzen mit Schlitzverschluss bis 1/2000 s möglich wurde, und das Makroblitzzubehör. Die letzte OM-Kamera (Nichtsystemkamera), die OM-2000, kam 1997 auf den Markt.
Beide Serien (Pen und OM) wurden von Yoshihisa Maitani konstruiert, der 1992 mit dem PMA Hall of Fame Award geehrt wurde.
Die für die OM-Serie entwickelten Zuiko-Objektive können mit einem OM-Adapter auch an die digitalen Spiegelreflexkameras der E-Serie angeschlossen werden.

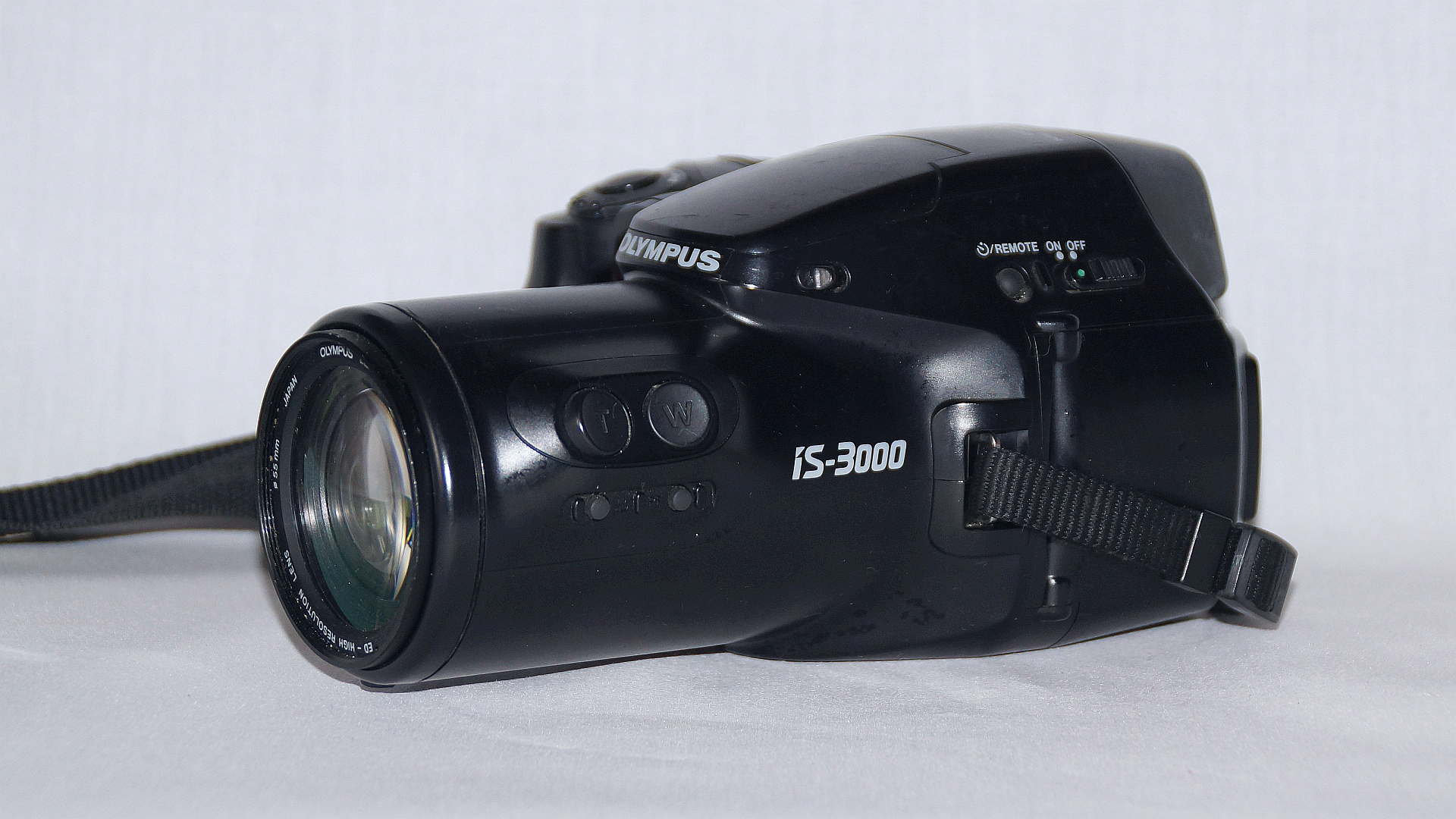
Olympus iS-3000 Analog-Kamera mit integriertem AF-Objektiv 35–180mm

Neben Spiegelreflexkameras mit Wechselobjektiven entwickelte Olympus auch analoge Kleinbildkameras, sogenannte Bridgekameras in einer IS-Serie. Diese Olympus-Modelle tragen die Bezeichnung iS-1000 und iS-3000; letztgenannte Kamera wurde im Jahr 1992 auf den Markt gebracht. Dabei handelt es sich um Spiegelreflexkameras mit halb durchlässigem Spiegel, fest eingebautem Blitz und ebenfalls fest verbautem und in das Gehäuse integriertem Zoom-Objektiv. Die Objektive der beiden Kameramodelle weisen eine Lichtstärke von 1:4.5–5.6 und eine Brennweite von 35–180 mm auf, wobei diese Objektive allerdings im Gegensatz zu den meisten OM-Modellen über Autofokus verfügen.

#### Digitalkameras

##### Digitalkameras für Geschäftskunden
Nachdem Olympus einige Digitalkamera-Prototypen vorgestellt hatte, fing man 1993 mit der Vermarktung von Digitalkameras für das Geschäftskundensegment an. Olympus verwendete dabei die hausinterne Marke DELTIS. Die Olympus Deltis VC-1000 war somit 1993 die erste Digitalkamera, die Olympus vermarktete. Sie verfügte über einen CCD-Bildsensor mit 0,38 Megapixel und hatte einen internen Speicher von 2 Megabyte. Auf dieses Modell folgten noch fünf weitere Modelle: VC-1000 II, VC-1100, VC-1100 II, VC-1100 HS und VC-1100 HS PV. Die Besonderheit dieser Kameras bestand in der Möglichkeit, dass man sie direkt an einem Modem oder einem Mobilfunktelefon anschließen und Bilder übertragen konnte.

##### Digitale Kompaktkameras

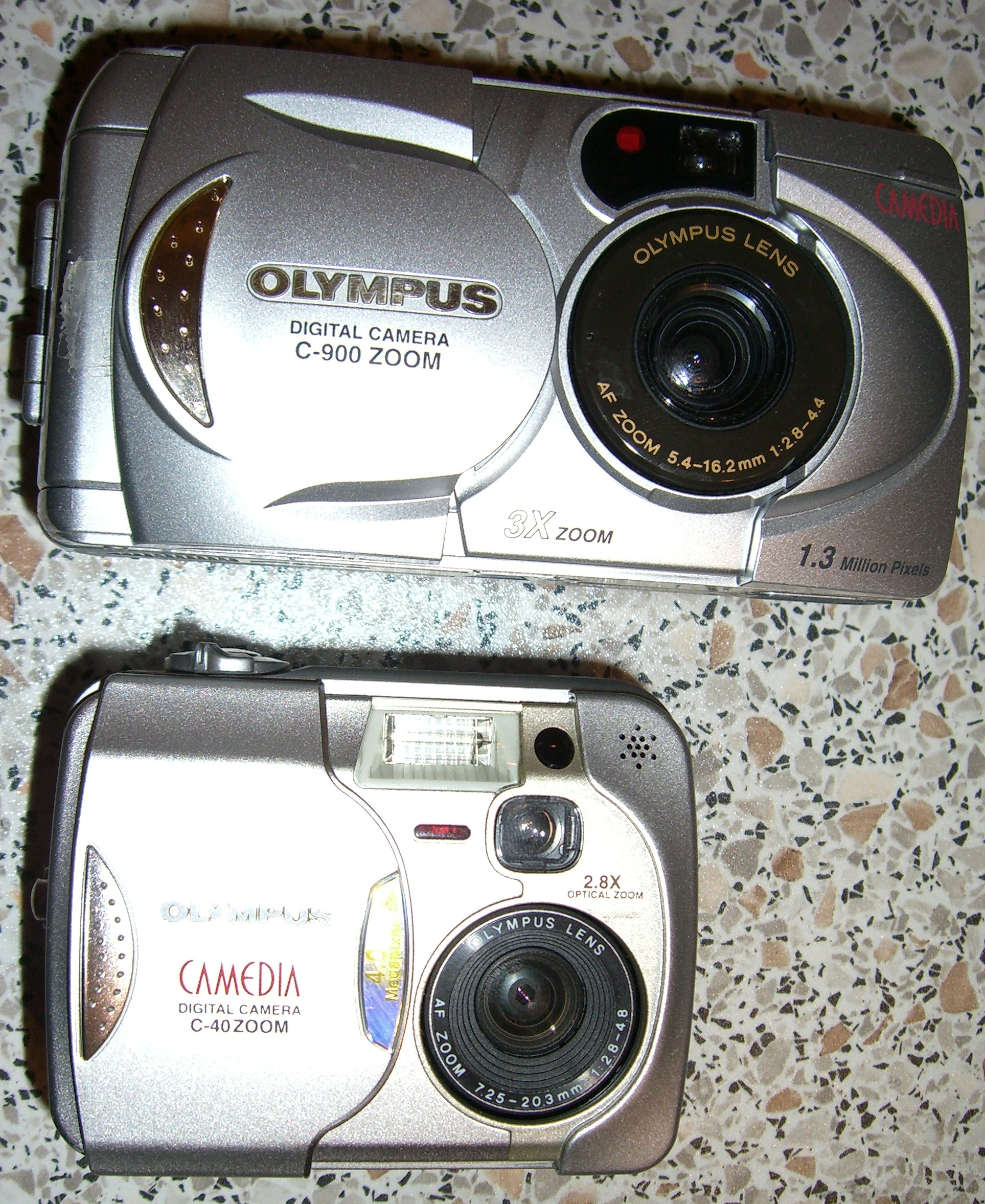
Olympus Camedia C-900 Zoom von 1998 und C40 Zoom

Mit der CAMEDIA (CAMERA DIGITAL) C-400 und C-400L stieg Olympus 1996 in die Kompaktklasse der Digitalkameras ein. Sie boten mit ihren 1⁄3-Zoll-CCD-Sensoren eine Auflösung von 640 × 480 Pixeln und besaßen ein 36-mm-Objektiv (bezogen auf 35-mm-Kameras). 2003 erschien die µ-10 DIGITAL. Die geschwungenen Linien ihres wetterfesten Metallgehäuses hatte sie von ihren analogen Vorgängerinnen übernommen. Das Design der µ-Digitalkameras hat sich im Laufe der Jahre teilweise gewandelt, geblieben ist aber ihre Popularität dank ihrer nach wie vor einfachen Handhabung. Alle Kameras haben ein wetterfestes Gehäuse. Die µ-tough-(SW)-Modelle sind sogar zwischen drei und zehn Meter wasserdicht und außerdem stoßfest. Die SP-Serie mit den UltraZoom-Kameras bietet starke Tele- beziehungsweise Weitwinkel-Teleobjektive.
Der Begriff CAMEDIA wurde bis ins Jahr 2004 für alle Digitalkameras von Olympus (außer µ) verwendet. Der Name fast aller Kompaktkameras begann mit C-, gefolgt von einer Nummer. Damit der Kunde schneller die optimal zu ihm passende Kamera finden konnte, wurden ab 2005 neue Bezeichnungen eingeführt: FE (Kategorie: „Easy“), SP („Creative“) und µ („Stylish“).

##### Digitale Spiegelreflexkameras

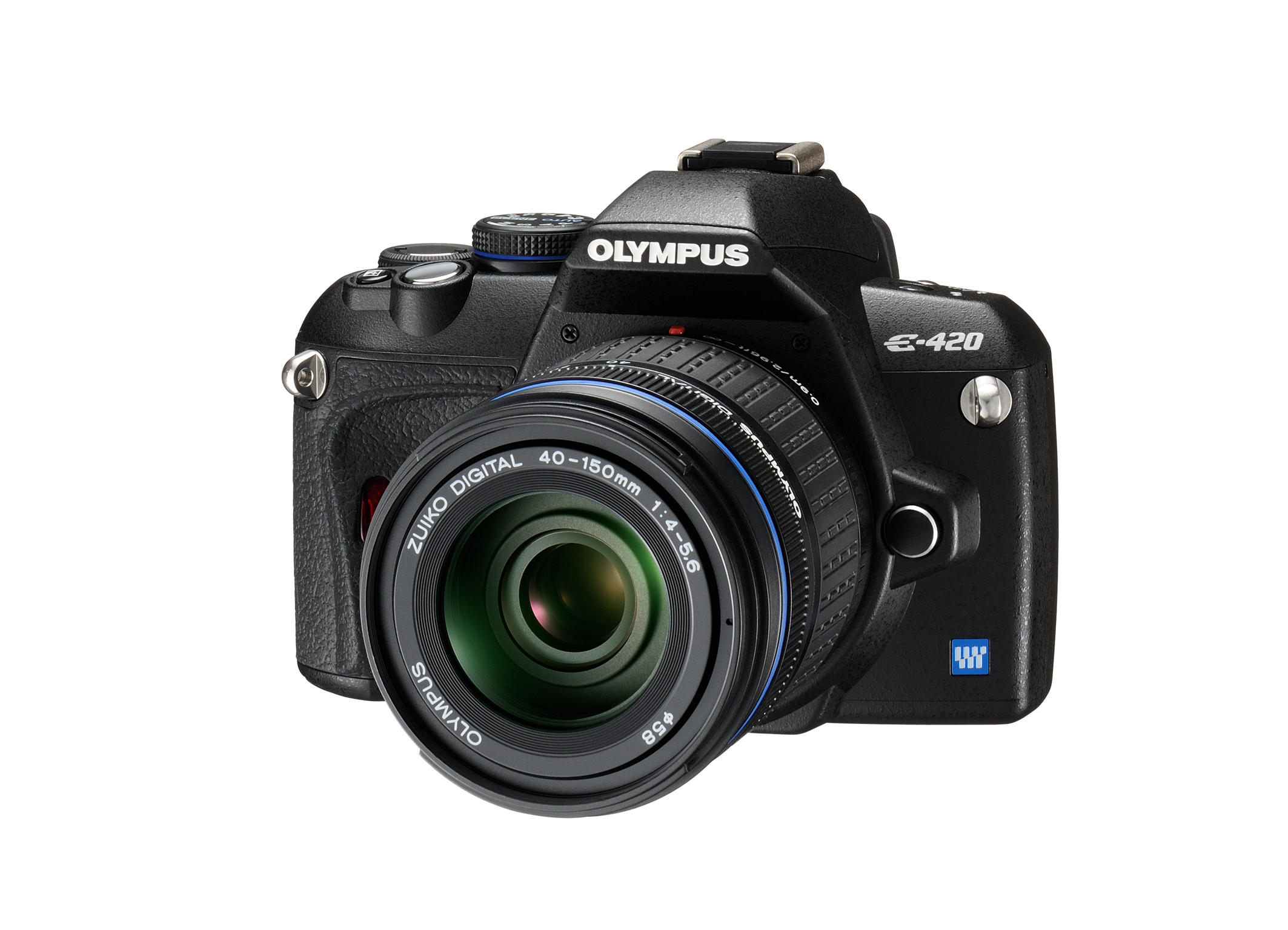
Olympus E-420

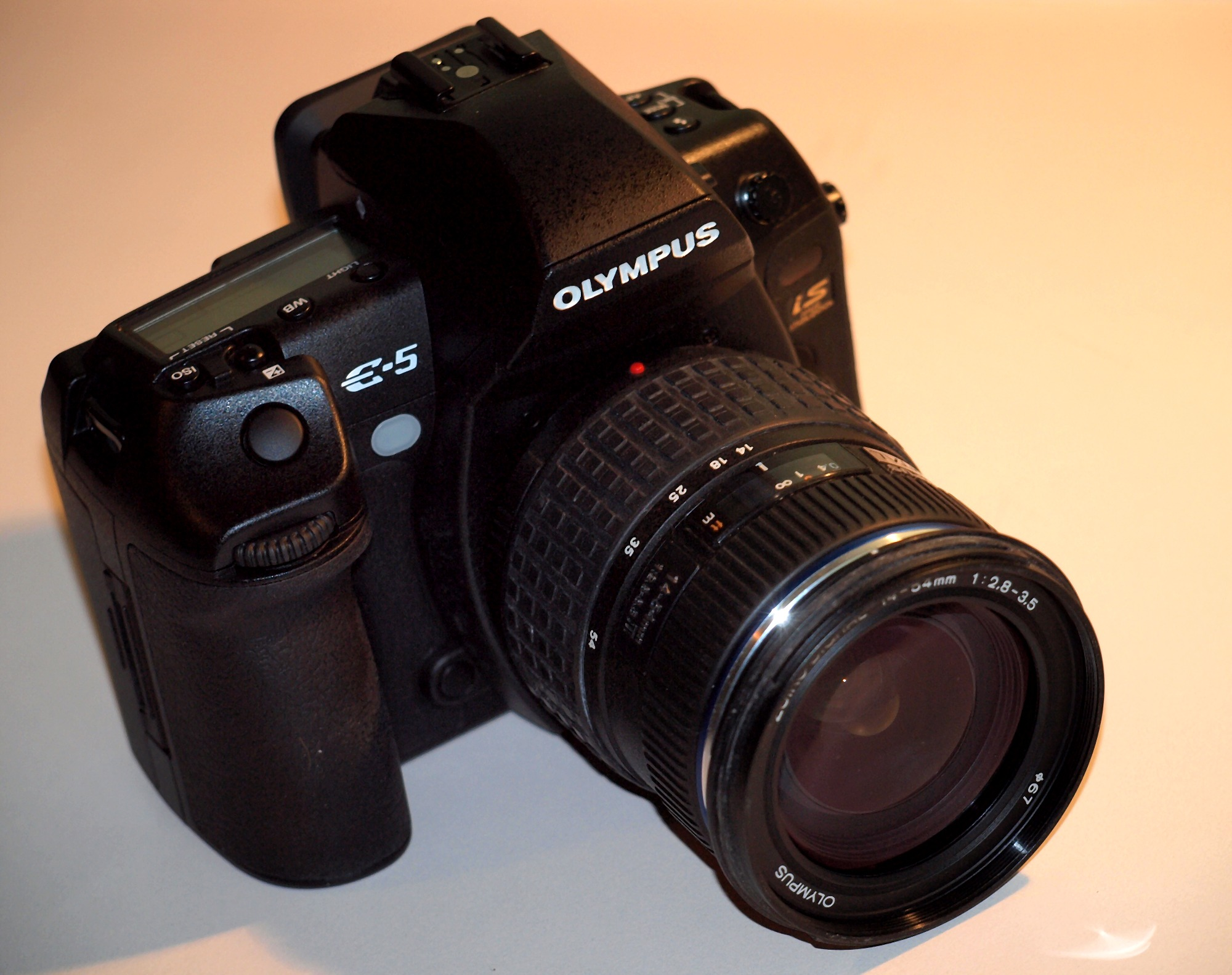
Professionelle DSLR Olympus E-5, hier mit Objektiv 14–54/2,8–3,5 II

Zwischen 1997 und 2001 brachte Olympus mehrere digitale Spiegelreflexkameras (D-SLR) mit festem Objektiv heraus – angefangen mit der C-1400 (1997) bis zur E-20P (2001). Diese Bridgekameras konnten mit optischen und technologischen Eigenschaften aufwarten, die zu diesem Zeitpunkt nur in weitaus teureren D-SLRs anderer Hersteller zu finden waren. Eine Besonderheit stellte die E-100RS dar. Sie verfügte über ein 10-fach-Zoom (38–380 mm bei einer 35-mm-Kamera, inklusive Digital-Super-Tele bis zu 1026 mm), einen optischen Bildstabilisator und eine Pre-Capture-Funktion (die Kamera beginnt bereits Aufnahmen zu machen, wenn der Auslöser halb heruntergedrückt wird). Zudem konnte sie Serienaufnahmen mit bis zu 15 Bildern/Sekunde machen – was damals einzigartig war. Sie eignet sich daher optimal für Sport- und Actionaufnahmen.
Den Markt der digitalen SLRs mit Wechselobjektiven betrat Olympus verglichen mit anderen Kameraherstellern – Kodak 1991, Nikon/Fujifilm 1994, Minolta, Canon 1995 – relativ spät:
Im Jahr 2003 erschien die professionelle D-SLR Olympus E-1, die weltweit erste Kamera nach dem gemeinsam mit Kodak entwickelten Four-Thirds-Standard. Alle Kameras des Olympus-E-Systems sowie die ZUIKO-DIGITAL-Objektive basieren auf diesem speziell für die digitale Spiegelreflexfotografie entwickelten Standard. Olympus führte Neuerungen ein, von denen einige anfangs als zwar werbewirksam, aber insbesondere für die professionelle SLR-Fotografie überflüssig angesehen wurden. Mittlerweile wurden sie aber von fast allen Herstellern übernommen. Hierzu zählt die in die Kamera integrierte automatische Sensorreinigung (Supersonic Wave Filter) sowie ab der E-330 die von Kompaktmodellen bekannte Live-View-Vorschau direkt auf dem LC-Display der Kamera.
Die letzte D-SLR von Olympus war die 2010 erschienene E-5. Offizieller Nachfolger ist die spiegellose OM-D E-M1, eine Micro-Four-Thirds-Kamera, an der – per Adapter – auch alle Four-Thirds-Objektive ohne Einschränkungen einsetzbar sind. Damit hat Olympus die Produktlinien D-SLR und Micro Four Thirds vereint.
Übersicht über Olympus D-SLRs
- CAMEDIA C-1400/-Serie ab 1997
- CAMEDIA C-2500L 1999
- CAMEDIA E-10 2000
- CAMEDIA E-100RS 2000
- CAMEDIA E-20 2001
- E-1 – 2003
- E-300 – 2004
- E-500 – 2005
- E-330 – 2006
- E-400 – 2006
- E-410 – 2007
- E-510 – 2007
- E-3 – 2007
- E-420 – 2008
- E-520 – 2008
- E-30[32] – 2009
- E-620 – 2009
- E-600 – 2009
- E-450 – 2009
- E-5 – 2010

##### Systemkamera mit Micro-Four-Thirds-Standard

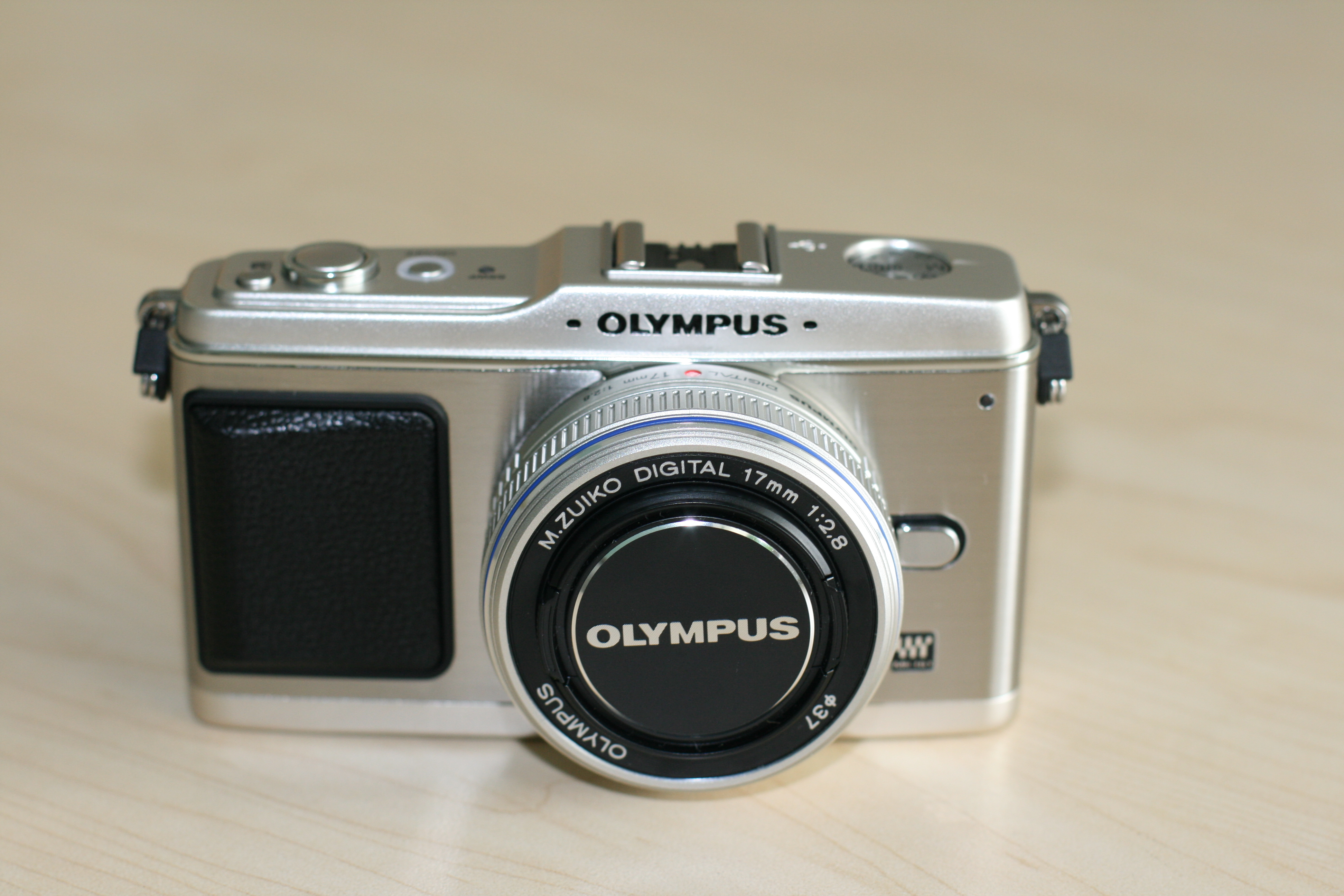
Olympus PEN E-P1

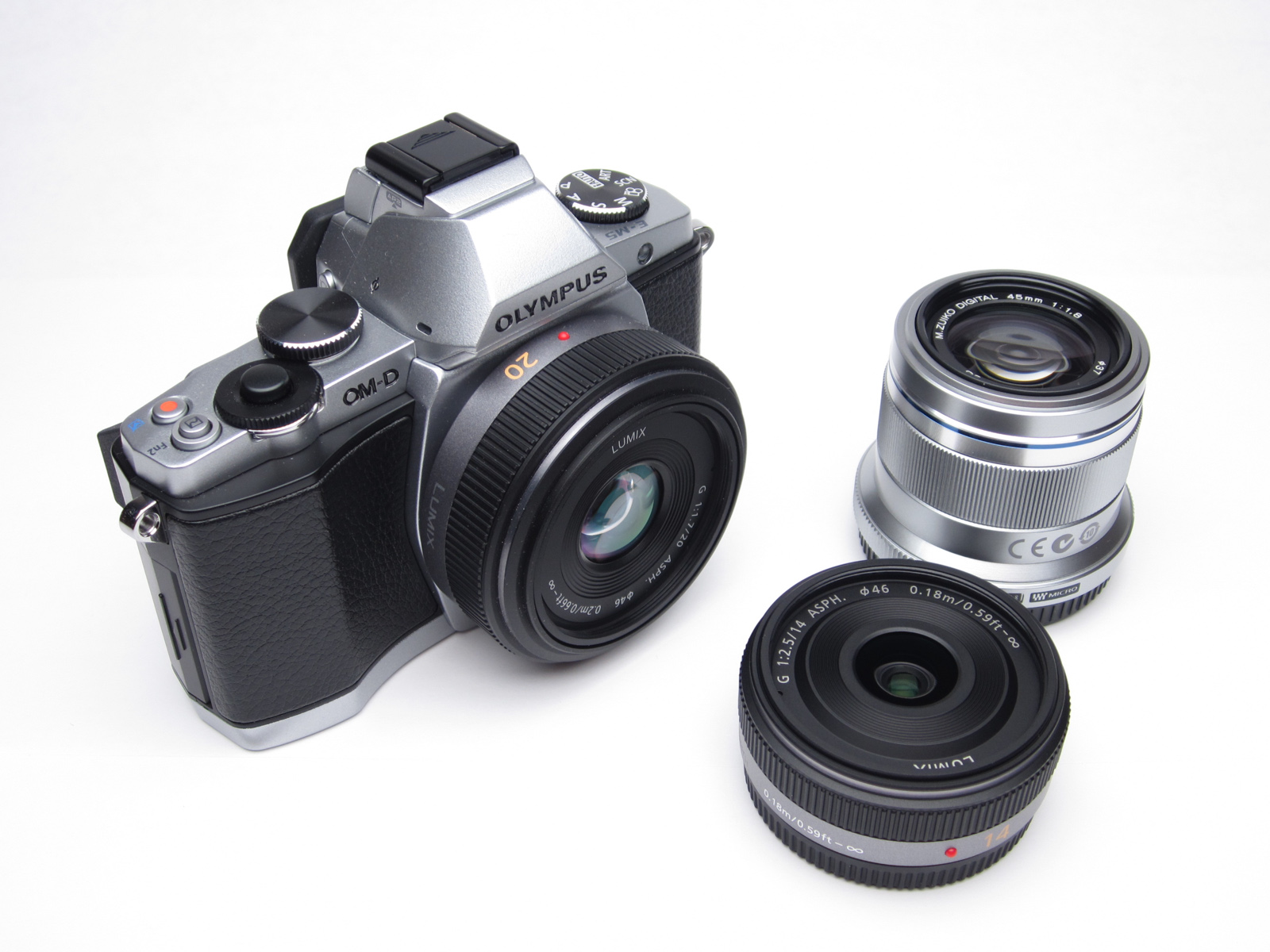
Olympus OM-D E-M5 mit Objektiven von Panasonic und Olympus

Mit den E-M-, E-P-, E-PM- und E-PL-Modellen bietet Olympus seit 2009 als zweiter Hersteller nach Panasonic Corporation Kameras für das digitale Kamerasystem Micro Four Thirds an. Die Sensorgröße dieses Systems beträgt 17,3 × 13 Millimeter, wie bei den Olympus-Spiegelreflexkameras des Olympus E-Systems im Four-Thirds-Standard. Von anderen Spiegelreflexkameras, gewöhnlich mit einem Sensor der Größe APS-C (etwa 23,6 × 15,8 Millimeter, bei Canon etwa 22,2 × 14,8 Millimeter) oder Kleinbild (etwa 36 × 24 Millimeter), unterscheidet sie insbesondere der Verzicht auf den Schwingspiegel und das dadurch verringerte Auflagemaß (20,0 mm statt 38,85 mm bei Four-Thirds). Dadurch können Größe und Gewicht der Kameras sehr gering gehalten werden (etwa vergleichbar mit Bridgekameras). Aufnahmequalität und Flexibilität (Wechselobjektive) entsprechen dagegen der einer SLR-Kamera. Die Kameras bieten auch Videofunktion in HD-Qualität.
Am 8. Februar 2012 stellte Olympus mit dem Modell OM-D E-M5 eine Kamera mit dem Micro-Four-Thirds-Standard vor, die einen fest eingebauten elektronischen Sucher aufweist.

### Diktier- und Audio-Recorder

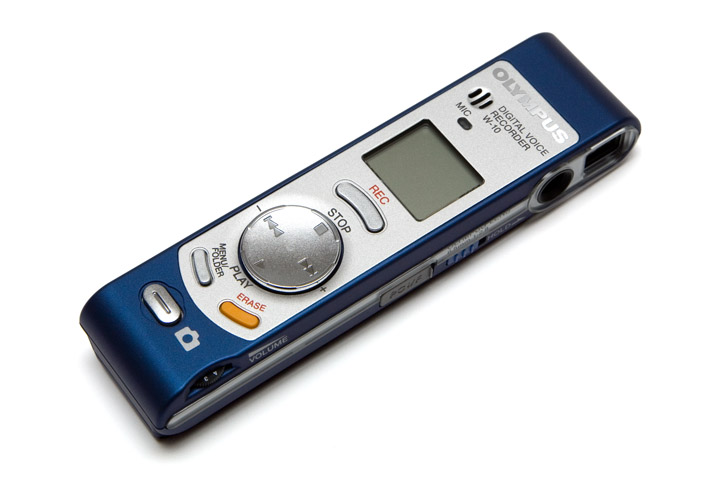
Diktiergerät von Olympus

Zum Produktsortiment gehören nach wie vor analoge Diktiergeräte mit der von Olympus entwickelten Mikrokassette. Diese Reihe wird seit Jahren ergänzt um digitale Diktiergeräte. Diese haben einen höheren Bedienkomfort: Sie bieten mehrere Ordner zum Speichern von Dateien an, so dass der Anwender seine Aufzeichnungen leicht nach Themen oder Aufgaben sortieren kann. Einige lassen sich problemlos an Computer anschließen oder als MP3-Player nutzen. Professionelle Geräte können mit Transkriptionskits für das schnelle Erstellen von Abschriften ausgestattet werden.
Neu sind Linear-PCM-Recorder. So bietet Olympus seit dem Frühjahr 2008 mit dem LS-10 einen Audio-Recorder an, der mit einer Abtastrate von bis zu 96 kHz/24 bit im unkomprimierten PCM-Format aufzeichnet und sich daher auch für hochwertige Musikaufnahmen eignet.

### Ferngläser
Olympus ist Hersteller von Ferngläsern für den Profi- und Freizeitbereich. Je nach Beobachtungssituation bietet das Unternehmen mehrere Modellreihen an, die sich durch unterschiedliche Leistungsmerkmale auszeichnen. Beispielsweise sind die Produkte der Maritim-Serie bis zu einer Tiefe von fünf Metern wasserdicht. Andere Ferngläser, wie das 10×21 RC I oder das 8×21 RC I, sind sehr kompakt und leicht und passen in eine Jackentasche. Sie eignen sich daher selbst als Opernglas.

### Medical Systems
Die Medical Systems Division für die Entwicklung, die Produktion und den Vertrieb von Produkten und Systemlösungen für die Medizintechnik ist noch vor dem deutlich bekannteren Kamerasegment der größte Geschäftsbereich von Olympus. 1950 stellte Olympus die weltweit erste Gastrokamera vor und setzte damit einen Meilenstein in der Früherkennung des Magenkrebses. Zu den jüngeren Entwicklungen gehört die EndoCapsule. Dabei handelt es sich um ein Kapselendoskop, das vom Patienten wie eine Tablette geschluckt wird und mit dem Mediziner anhand detailgenauer Makroaufnahmen in der Lage sind, den schwer zugänglichen Dünndarm präzise zu untersuchen. Mit 4 g und 2,3 cm³ ist EndoCapsule eine der kleinsten Kameras der Welt.
Das umfangreiche Produktsortiment umfasst neben starren und flexiblen Endoskopen, die unter anderem in der Krebsvorsorge und der minimalinvasiven Therapie eingesetzt werden: Endoskopie- und Ultraschallsysteme für die gastroenterologische Diagnostik und Therapie, endochirurgische Instrumente für Bronchoskopie, Urologie, Chirurgie, Gynäkologie, Orthopädie und weitere Disziplinen der chirurgischen Endoskopie sowie Systeme zur Wiederaufbereitung.
Für moderne Endoskopie im digitalen Zeitalter steht das endoskopische Videosystem EVIS EXERA II. Es liefert hochaufgelöste Bilder in 1080i HDTV, die feinste Strukturen gestochen scharf abbilden. Hierbei kommen bildverarbeitende Verfahren wie Narrow Band Imaging (NBI) sowie Photo Dynamic Diagnosis zur Kontrastanhebung zum Einsatz. Im Gegensatz zu früher, als die diversen medizinischen Fachgebiete alle ein anderes endoskopisches System benötigten, ist EVIS EXERA II für zahlreiche diagnostische und therapeutische Anwendungen in der Gastroenterologie, Bronchoskopie und in vielen Feldern der chirurgischen Endoskopie einsetzbar.
Weiterhin bietet Olympus ENDOBASE, ein System zur Erfassung, Auswertung und Distribution der gewonnenen Bild- und Patientendaten, sowie das endoskopische Kontrollsystem EndoALPHA. Es integriert sämtliche endoskopischen Geräte und Komponenten zu einem komplett ausgestatteten Operationssaal und gestattet dem medizinischen Personal, sämtliche Informationen ständig im Blick zu haben.

### Mikroskopie

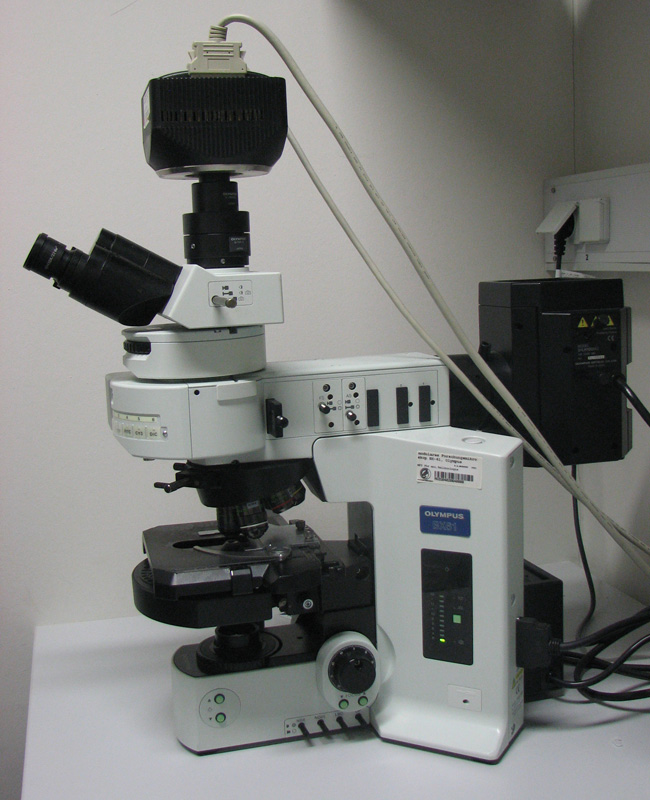
Fluoreszenzmikroskop BX61 von Olympus

Neben Zeiss, Leica Microsystems, Nikon und Keyence gehört Olympus, das seit 1919 in diesem Bereich tätig ist, zu den bekanntesten Anbietern hochwertiger Mikroskopiesysteme für Routineeinsätze und Forschungsaufgaben.
Zum Angebot gehören aufrechte und inverse Mikroskope, Stereomikroskope und Lichtquellen, Metrologie-Systeme, Imaging-Systeme – darunter Komplettlösungen für das Live-Cell-Imaging –, Makro-Fluoreszenzmikroskope, TIRFM-Systeme, konfokale Mikroskope, Mikrodissektionssysteme, Screening-Stationen sowie Lösungen für die virtuelle Mikroskopie. Zu den sicherlich wichtigsten Neuheiten der jüngsten Zeit gehört das Biolumineszenz-Mikroskop (BLM) LV200 LuminoView für das Langzeit-Imaging lebender Zellen. Es ist das erste im Handel erhältliche Lumineszenz-Mikroskop, mit dem sich die komplette Versuchsumgebung kontrollieren lässt. Es produziert eine deutlich höhere Signalstärke als herkömmliche Systeme, erlaubt den Einsatz stark vergrößernder Objektive und liefert damit eine sehr gute Einzelauflösung.

### Industrielle Anwendung
Für die zerstörungsfreie Inspektion von Motoren, Turbinen, industriellen Anlagen, Rohrleitungssystemen oder schwer zugänglichen Hohlräumen bietet Olympus eine Reihe von industriellen Endoskopen für die schnelle und präzise Analyse an. Dazu gehören Videoskope, Fiberskope und Boreskope.
Zu den neusten Entwicklungen von Olympus gehört unter anderem das Videoskopsystem IPLEX FX. Es wurde für die verschiedensten Inspektionsanwendungen konzipiert und ist trotz seiner robusten Bauweise relativ leicht (6,4 kg in Vollausstattung). Zu seinen Besonderheiten gehört, dass es ohne Lüfter betrieben wird. Auf diese Weise wird vermieden, dass Feuchtigkeit oder Fremdkörper ins Innere des Gerätes eindringen können.
Ebenfalls Teil des Industrial-Sortiments sind Geräte zur zerstörungsfreien Werkstoffprüfung (NDT) und digitale Hochgeschwindigkeitskameras für die Aufzeichnung extrem schnell ablaufender Prozesse (Crashtests, ballistische Prüfungen etc.). i-SPEED3 von Olympus ist zum Beispiel in der Lage, bis zu 150.000 Bilder pro Sekunde aufzunehmen.

### Olympus Life Science Research Europa GmbH (OLRE)
Globales Forschungs- und Entwicklungszentrum für den Bereich Life Science ist die im Oktober 2007 in München eröffnete Olympus Life Science Research Europa GmbH. Das Unternehmen fasst hier Forschung, Entwicklung und Produktion für die Bereiche In-vitro-Diagnostik, Laborautomation und Molekular-Biologie sowie Teile von digitaler Bildverarbeitung und Applikation in der Mikroskopie an einem Standort zusammen. Das Unternehmen wurde als Teil der Diagnostiksparte an Beckman Coulter verkauft.

### Diagnostik
Olympus war ab 1971 Anbieter von Analysesystemen und Reagenzien für klinische Labore. Zum Angebot gehörten unter anderem Analyser für die klinische Chemie und Immunchemie (Modelle der AU-Serie), Systeme für die Laborautomation und Workflow-Optimierung prä- und postanalytischer Arbeitsprozesse (Labormanagement-System OLA2500 in verschiedenen Konfigurationen) sowie Mikrotiterplatten-Systeme für die Blutgruppen-Serologie (PK7300), Elektrophorese-Geräte (Hite320) und Datenmanagement-Systeme für die Organisation und Verwaltung von Labordaten (dataWizard).
Zu den neusten Modellen in diesem Segment gehörten das Hochleistungssystem AU3000i für die Immunchemie mit 240 Testergebnissen pro Stunde und der AU-CONNECTOR (Probenmanagementsystem für klinische und Immunchemie).
Geräte und Reagenzien für die Lebensmittelanalytik gehörten ebenfalls zum Produktportfolio.
Im Februar 2009 beschloss man, sich aus der Diagnostikbranche ganz zurückzuziehen und die Sparte an Beckman Coulter (einen US-amerikanischen Mitbewerber) für 735 Millionen US-Dollar zu veräußern. Die Ausgliederung erfolgte zum 2. August 2009.